# 케빈 스트로트만
케빈 스트로트만(네덜란드어: Kevin Strootman, IPA: [ˈkɛ.vɪn ˈstroʊ̯t.mɑn], 1990년 2월 13일 ~)은 네덜란드의 전 축구 선수로, 현역 시절 포지션은 수비형 미드필더였다.

## 선수 경력

### 스파르타 로테르담
케빈 스트로트만은 리데르케르크에서 태어나, 스파르타 로테르담에서 축구를 시작했다. 2007-08 시즌부터 성인 무대에 데뷔하였다. 2008년 11월 구단과 재계약을 맺었다. 2009-10 시즌 이후 구단이 강등 당하면서, 스트로트만은 에이르스터 디비시에서 활약하였다.

### FC 위트레흐트
2011년 겨울 이적시장이 열리면서, 스트로트만은 위트레흐트와 계약을 체결했으며, 이 곳에서 6개월 간 활약했다.

### PSV 에인트호번
2011년 스트로트만은 벨기에 공격수 드리스 메르텐스와 함께 PSV 에인트호번으로 이적하였다. AZ 알크마르와의 홈 경기에서 데뷔전을 치렀으며, PSV에서 총 88경기에 출장하였다.

### 로마
2013년 7월 16일 스트로트만은 1,700만 유로의 이적료로 합의를 마치고 AS 로마로 이적하였다. 스트로트만은 로마에서 등번호 6번을 부여받았다. 그는 파르마와의 경기에 로마에서의 첫 골을 기록하였다.
2014년 3월 9일 스트로트만은 나폴리와의 경기에서 무릎 부상을 당하며, 시즌 잔여 일정에 결장하게 되었다. 이 부상으로 인해 스트로트만은 2014년 FIFA 월드컵 엔트리에도 들지 못하였다.
2014년 11월 9일 스트로트만은 토리노와의 원정 경기에서 교체 투입되면서, 8개월만에 그라운드에 복귀했다. 이후 12월 7일 사수올로와의 경기에서 오랜만에 선발 출전하였다. 2015년 1월, 구단은 스트로트만의 무릎 부상이 재발할 가능성을 확인하였다. 같은 해 8월 스트로트만이 무릎 재수술을 위해 7개월 간 추가 결장을 해야함을 확인하고, 스트로트만의 재활에 투자했다.
2016년 2월 21일 팔레르모와의 경기에 교체 출전하며, 장기 부상에서 복귀했다. 5월 2일 제노아와의 경기에서 15개월만에 구단에서 선발 출장하였으며, 풀타임 출장을 소화했다. 이 시즌 동안 스트로트만은 5경기에 출전하는 것에 그쳤다.
2016년 8월 20일 스트로트만은 로마의 새로운 주장으로 선임되었다. 이 시즌에 로마는 준우승을 기록했으며, 2017년 5월 29일 스트로트만은 구단과 5년 재계약을 맺었다.

### 마르세유
2018년 8월 28일, 마르세유로 이적하였다.

## 국가대표 경력

### 네덜란드
2011년 스트로트만은 오스트리아와의 경기에 출전하며, 국가대표 A팀에 데뷔하였다. UEFA 유로 2012 예선 핀란드와의 경기에서 A매치 데뷔골을 터뜨렸다. 스트로트만은 UEFA 유로 2012의 엔트리에 합류하였으나, 단 한 경기도 출전하지 못하였다.
2014년 FIFA 월드컵 유럽 지역 예선에서 루이스 반 할의 선택 아래 네덜란드의 주전 미드필더로 활용되었다. 그러나 무릎 부상으로 인해 월드컵 최종 엔트리에 낙마하였다.
2016년 5월 27일 아일랜드와의 경기에 선발 출장하면서,
스트로트만은 2년만에 국가대표팀에 복귀하였다.

## 선수 기록

### 구단
2018년 8월 21일 기준
| 선수 기록   | 선수 기록         | 선수 기록   | 리그 | 리그 | FA컵 | FA컵 | 대륙대회 | 대륙대회 | 기타 | 기타 | 총합 | 총합 |
| 시즌        | 구단              | 리그        | 출장 | 득점 | 출장 | 득점 | 출장     | 득점     | 출장 | 득점 | 출장 | 득점 |
| 네덜란드    | 네덜란드          | 네덜란드    | 리그 | 리그 | FA컵 | FA컵 | 대륙대회 | 대륙대회 | 기타 | 기타 | 총합 | 총합 |
| ----------- | ----------------- | ----------- | ---- | ---- | ---- | ---- | -------- | -------- | ---- | ---- | ---- | ---- |
| 2007–08     | 스파르타 로테르담 | 에레디비시  | 3    | 0    | 0    | 0    | –        | –        | —    | —    | 3    | 0    |
| 2008–09     | 스파르타 로테르담 | 에레디비시  | 25   | 2    | 3    | 1    | —        | —        | —    | —    | 28   | 3    |
| 2009–10     | 스파르타 로테르담 | 에레디비시  | 28   | 2    | 3    | 3    | —        | —        | 4    | 0    | 35   | 5    |
| 2010–11     | 스파르타 로테르담 | 에이르스터  | 16   | 4    | 1    | 0    | —        | —        | —    | —    | 17   | 4    |
| 2010–11     | 위트레흐트        | 에레디비시  | 14   | 2    | 2    | 0    | 0        | 0        | —    | —    | 16   | 2    |
| 2011–12     | PSV 에인트호번    | 에레디비시  | 30   | 2    | 5    | 1    | 11       | 3        | —    | —    | 46   | 6    |
| 2012–13     | PSV 에인트호번    | 에레디비시  | 32   | 6    | 5    | 1    | 4        | 1        | 1    | 0    | 42   | 8    |
| 이탈리아    | 이탈리아          | 이탈리아    | 리그 | 리그 | FA컵 | FA컵 | 대륙대회 | 대륙대회 | 기타 | 기타 | 총합 | 총합 |
| 2013–14     | 로마              | 세리에 A    | 25   | 5    | 4    | 1    | —        | —        | —    | —    | 29   | 6    |
| 2014–15     | 로마              | 세리에 A    | 6    | 0    | 0    | 0    | 7        | 0        | 0    | 0    | 13   | 0    |
| 2015–16     | 로마              | 세리에 A    | 5    | 0    | 0    | 0    | 0        | 0        | 0    | 0    | 5    | 0    |
| 2016–17     | 로마              | 세리에 A    | 33   | 4    | 3    | 0    | 9        | 2        | 0    | 0    | 45   | 6    |
| 2017–18     | 로마              | 세리에 A    | 32   | 1    | 1    | 0    | 11       | 0        | 0    | 0    | 44   | 1    |
| 2018–19     | 로마              | 세리에 A    | 1    | 0    | 0    | 0    | 0        | 0        | 0    | 0    | 1    | 0    |
| 통산        | 네덜란드          | 네덜란드    | 148  | 18   | 19   | 6    | 15       | 4        | 5    | 0    | 187  | 28   |
| 통산        | 이탈리아          | 이탈리아    | 102  | 10   | 8    | 1    | 27       | 2        | 0    | 0    | 137  | 13   |
| 커리어 통산 | 커리어 통산       | 커리어 통산 | 250  | 28   | 27   | 7    | 40       | 6        | 5    | 0    | 324  | 41   |

### 국가대표 기록
2018년 3월 23일 기준
| 네덜란드 | 네덜란드 | 네덜란드 |
| 연도     | 출장     | 득점     |
| -------- | -------- | -------- |
| 2011     | 10       | 1        |
| 2012     | 5        | 0        |
| 2013     | 9        | 2        |
| 2014     | 1        | 0        |
| 2015     | 0        | 0        |
| 2016     | 7        | 0        |
| 2017     | 7        | 0        |
| 2018     | 1        | 0        |
| 합계     | 40       | 3        |

## 수상

### 구단

#### PSV 에인트호번
- KNVB컵 : 2011-12 (우승)
- 요한 크라위프 스할 : 2012 (우승)